# Нишимера
Нишимера (西米良村 Nishimera-son) је село у Јапану у области Коју, префектура Мијазаки. Према попису становништва из марта 2017. у граду је живело 1.167 становника са густином насељености 4,3 становника по км². Површина вароши је 271,56 км².
Нисхимера се састоји од засеока Мурашо, Огава, Кошино, Јоконо, Такехара, Канмера, и Итаја.
Главни засеок Нисхимера се зове Мурашо, има популацију од 639 становника и има један семафор. Међутим, такав изолација је уравнотежена планинама које окружују село и реком која протиче кроз село.

## Братски градови
- Кикучи, Јапан
- Тоно, Јапан

## Становништво
Према подацима са пописа, у селу је 2017. године живело 1.167 становника.